# 巴爾托斯·庫雷克
巴爾托斯·庫雷克（波蘭語：Bartosz Kamil Kurek；1988年8月29日—）是一位波蘭排球運動員，自2021年歐洲男子排球錦標賽起擔任波蘭國家男子排球隊的隊長。他代表波蘭奪得2009年歐錦賽冠軍，並且參加了2012年倫敦奧運會。他參加了2014年世界男子排球錦標賽，並為波蘭獲得了世錦賽金牌。

## 體育成就

### 俱樂部
- CEV冠軍聯賽
  -  2011/2012 – PGE Skra貝烏哈圖夫（英语：PGE Skra Bełchatów）

- 世界男排俱樂部錦標賽
  -  杜哈 2009 – PGE Skra貝烏哈圖夫（英语：PGE Skra Bełchatów）
  -  杜哈 2010 – PGE Skra貝烏哈圖夫（英语：PGE Skra Bełchatów）

- CEV盃
  -  2017/2018 – Ziraat Bankası Ankara（英语：Ziraat Bankası S.K.）

- 國內聯賽
  - 2008/2009  Polish Cup – PGE Skra貝烏哈圖夫（英语：PGE Skra Bełchatów）
  - 2008/2009  波蘭男子排球聯賽 – PGE Skra貝烏哈圖夫
  - 2009/2010  波蘭男子排球聯賽 – PGE Skra貝烏哈圖夫
  - 2010/2011  Polish Cup – PGE Skra貝烏哈圖夫
  - 2010/2011  波蘭男子排球聯賽 – PGE Skra貝烏哈圖夫
  - 2011/2012  Polish Cup – PGE Skra貝烏哈圖夫
  - 2013/2014  義大利排球聯賽 – 盧貝排球
  - 2014/2015  義大利超級盃 – 盧貝排球
  - 2022/2023  V.LEAGUE – 名古屋狼犬

### 國家青年隊
- 2005  歐洲青少年男子排球錦標賽

### 個人獎項
- 2005年： 歐洲青少年男子排球錦標賽 – 最佳攻擊手
- 2009年： 世界男排俱樂部錦標賽 – 得分王
- 2011年： Polish Cup – 最佳攻擊手
- 2011年： 世界排球聯賽 – 得分王
- 2011年： 歐洲男子排球錦標賽 – 最佳發球員
- 2012年： CEV冠軍聯賽 – 最佳攻擊手
- 2012年： 世界排球聯賽 – 最有價值球員
- 2018年： 世界男子排球錦標賽 – 最有價值球員
- 2018年： 年度歐洲男排選手[3]
- 2019年： Polish Sports Personality of the Year 2018
- 2021年： 男子排球國家聯賽 – 最有價值球員
- 2021年： 男子排球國家聯賽 – 最佳副攻手
- 2022年： 世界男子排球錦標賽 – 最佳副攻手
- 2023年： V.LEAGUE – 最有價值球員、最佳六人獎

### 授勳
- 2009年：  波蘭復興勳章騎士十字級
- 2018年：  波蘭復興勳章軍官十字級[4]

## 外部連結
- 巴爾托斯·庫雷克在European Volleyball Confederation（英语）
- 巴爾托斯·庫雷克在WorldofVolley（英语）
- 巴爾托斯·庫雷克在Lega Pallavolo Serie A（意大利语）
- 巴爾托斯·庫雷克在V.League (men)（日语）
- 巴爾托斯·庫雷克在Olympics.com（英语）
- 巴爾托斯·庫雷克在Olympedia（英语）
- 巴爾托斯·庫雷克在Polish Olympic Committee (archived)（波兰语）
- Bartosz Kurek （页面存档备份，存于） at PlusLiga.pl （波蘭語）
- Bartosz Kurek （页面存档备份，存于） at Volleybox.net

| 獎項                     | 獎項                                                       | 獎項                   |
| ------------------------ | ---------------------------------------------------------- | ---------------------- |
| 前任： 馬里烏斯·沃拉茲里 | FIVB世界排球錦標賽 最有價值球員 2018                       | 繼任： 西莫內·詹內利   |
| 前任： 馬特·安德森       | FIVB國家聯賽 最有價值球員 2021 與 Wallace de Souza共同獲獎 | 繼任： 埃爾文·恩加佩斯 |
| 前任： 馬特·安德森       | FIVB國家聯賽 最佳副攻手 2021 與 Wallace de Souza共同獲獎   | 繼任： 讓·帕特里       |
| 前任： 馬特·安德森       | FIVB世界排球錦標賽 最佳副攻手 2022                         | 繼任： 現任            |